# 조선민주주의인민공화국 교육위원회
교육위원회(敎育委員會)는 조선민주주의인민공화국의 내각 중앙 행정기관이다. 2010년 6월 교육성을 확대 개편하여 발족되었다. 교육위원회 내에 보통교육성과 중등교육성, 고등교육성이 각각 존재한다. 유아, 초등, 중등교육 및 대학 교육을 관장한다. 부총리급인 위원장과 장관급인 부위원장, 보통교육상, 중등교육상, 고등교육상이 존재한다.

## 연혁
- 1948년 9월 9일 내각 수립과 동시에 교육성 출범
- 1957년 교육성 산하, 해외 견학관리조직 조선교육견학단 조직
- 1957년 9월 20일 교육성 폐지, 문화선전성의 문화기능 일부와 함께 교육문화성에 통합
- 1967년 12월 28일 보통교육성과 중등교육성을 통합, 다시 교육성으로 개편
- 2010년 6월 교육성 폐지, 교육위원회로 발족

## 산하 조직
- 초등교육성
- 중등교육성
- 고등교육성

## 역대 위원장, 부위원장

### 역대 교육위원장
- 김용진(金勇進) 2010년 6월 ~ 2012년 2월 15일, 부총리로 전출
- 김승두 2012년 2월 16일 ~ 2014년 4월 9일, 보통교육상 겸직
- 김승두 2014년 4월 9일 ~ , 보통교육상 겸직

### 역대 부위원장
- 태형철 2014년 4월 9일 ~ , 김일성종합대학총장 겸 고등교육상 겸직

## 같이 보기
- 교육문화성
- 교육성